# Lípa na Babí
Lípa na Babí je starý památný strom, který roste v zaniklé osadě Babí u Jenína. Přestože jde o jeden z nejmohutnějších (a zřejmě i nejstarších) stromů jižních Čech, není příliš známý. Na rozdíl od většiny památných stromů neroste tato lípa v žádném velkém městě, u hradu, zámku, nebo jiného turistického cíle, nevedou k ní ani cyklostezky nebo turistické trasy, takže po zániku malé obce zůstala prakticky zapomenutá.

## Základní údaje
- název: Lípa na Babí, Jenínská lípa
- výška: 24 m[1], přes 30 m[2]
- obvod: 890 cm (1983)[3][1], 947 cm[2]
- věk: 550 let
- souřadnice: 48°38'31.752"N, 14°23'45.141"E

## Stav stromu a údržba
Strom byl poškozený bleskem, z dutého kmene zůstala živá zhruba třetina, zbytek odumřel a postupně se rozpadá. Sanace zřejmě nikdy nebyla provedena.

## Historie a pověsti
Pokud se ke stromu vztahovaly nějaké pověsti, došlo pravděpodobně k jejich zapomenutí. Osada Babí, kde strom roste, totiž zanikla před více než 50 lety.
Osada byla prvně uváděna v roce 1262, místní obyvatelé prováděli robotu ve formě strážné služby (zajišťovalo ji sedm místních mužů). Roku 1459 si na Babí podle historických pramenů postavil Georgi Vinš statek (ty byly tehdy na Babí čtyři). Je možné, že lípa byla vysazena při založení statku, jak bylo tehdy běžné. Na přelomu 17./18. století bylo již statků šest a v roce 1930 bylo ve vesnici 91 obyvatel ve 14 domech.
Po válce a odsunu Němců v roce 1946 nebylo Babí pro vzdálenost od civilizace znovu osídlené, statky byly počínaje rokem 1952 postupně zbourány. Lípa se tak stala živoucím památníkem dávné obce.

## Další zajímavosti
Obec (a po ní i lípa) je často nesprávně označovaná jako Babín (resp. lípa u Babína). Jde ale o novodobou zkomoleninu. Správný název je Babí, po staru Babie, Bamberg nebo Villa Pabemberg. Na historické mapě serveru mapy.cz je prohozena poloha obce Babí s obcí Kropfetschlag.

## Památné a významné stromy v okolí
- Jenínský klen (u cesty, SZ od lípy)
- Dub u křižovatky (Sosnice-Trojany, významný strom, SZ 3 km pěšky, 4,5 km autem)
- Lípa u Dolní Drkolné (11 km J)
- Běleňská lípa (18 km autem, 12 km část. lesní cestou přes Kothov)